# خیابان بیست و چهارم
خیابان بیست و چهارم عنوان فیلمی سینمایی به کارگردانی، نویسندگی و تهیه‌کنندگی سعید اسدی ساخته سال ۱۳۸۷ است.
خیابان بیست و چهارم داستان مردی جوان و دلبسته خانواده است. او نظم و قواعد خاصی را در خانه‌اش حاکم کرده که به اتفاق‌هایی می‌انجامد.

## خلاصه داستان
در این فیلم «فرشید کیانی» (مهدی ماهانی) یک «سایکوپات سادیستیک» جنون آدمکشی دارد. «شیرین» (شیلا خداداد) که از همسر اولش دختری به نام «نازنین» دارد به عقد «فرشید» در می‌آید، بی‌آن که از گذشته وی چیزی بداند. «فرشید» که دچار اختلال شخصیتی آنتی سوشیال (ضد اجتماعی) است. دکتر معالج «نازنین» (نیکی کریمی) را وحشیانه می‌کشد. «آرزو حکمی» (بهاره افشاری) که خواهرش به دست «فرشید» در گذشته به قتل رسیده می‌کوشد تا با همکاری خبرنگار روزنامه «خبر حوادث» (حمید گودرزی) و جلب حمایت سرهنگ اداره آگاهی (جمشید هاشم‌پور)، قاتل خواهرش را به دام اندازد. «فرشید»، «آرزو» را از سر راه برمی‌دارد اما خود به دست «شیرین» و «نازنین» کشته می‌شود.